# 翡翠音樂幹線
《翡翠音樂幹線》（英語：Jade Music Station）是香港電視廣播有限公司製作的深宵音樂節目，1991年10月6日在翡翠台正式開播，逢星期日01:20-02:50播出，內容包括歌手訪問及播放音樂錄像帶。1993年左右開始在逢星期二至六凌晨（星期六會播放1.5小時加長版）播出，並在明珠台製作國語版本《明珠音樂幹線》。節目主持人早期以節目控制室背景進行錄制，此亦成為節目一大特色，1994年左右開始在錄影廠拍攝。2000年，改名為《翡翠2000音樂幹線》，之後由2001年起在節目名後加上年份，如《翡翠音樂幹線2001》。2004年7月27日，配合無線電視改革音樂節目，《翡翠音樂幹線2004》停播，由《無間音樂》取代。

## 歷任主持
- 曾航生
- 劉文娟
- 張沅薇
- 蔡立兒
- 鄭敬基
- 阮兆祥
- 蔡雲霞
- 雷宇揚
- 余宜發
- 何韻詩
- 陳穎妍
- 劉浩龍
- 丘凱敏
- 王賢誌
- 黃天翱
- 崔建邦
- Kawaii